# 2020 QG
2020 QG（別名: ZTF0DxQ）とは、直径が数 m程度の地球横断小惑星である。アポロ群に属しており、2020年8月16日午前4時9分に地球表面から2,950 kmの距離にまで接近した。2020年8月16日にパロマー天文台のZwicky Transient Facility（ZTF）によって最も接近した約6時間後に画像が撮影され、後にインド工科大学の学生であるKunal Deshmukhによって確認された。同僚のKritti SharmaとChen-Yen HsuとともにZTFからの画像を分析した。
2020 QGは、地球に影響を与えたものを除くと、2011年に接近した2011 CQ1や2020年5月に接近した2020 JJよりも近い距離にまで接近し、既知のどの小惑星よりも地球に接近した小惑星となった。絶対等級は29.8で、直径は3–6メートル (10–20 ft)であると推定されている。これは、2008 TC3や2018 LAと同程度の大きさである。
| 小惑星     | 日付       | 地表からの距離 | 誤差      | 出典   |
| ---------- | ---------- | -------------- | --------- | ------ |
| 2020 QG    | 2020-08-16 | 2946 km        | ±20 km    | データ |
| 2011 CQ1   | 2011-02-04 | 5481 km        | ±5 km     | データ |
| 2019 UN13  | 2019-10-31 | 6242 km        | ±200 km   | データ |
| 2008 TS26  | 2008-10-09 | 6259 km        | ±1000 km  | データ |
| 2004 FU162 | 2004-03-31 | 6542 km        | ±15000 km | データ |

## 軌道と分類
2020 QGは、公転周期が2.7年（990日）で軌道長半径は約1.9 auである。太陽から最も近づくときは約1.0 auまで近づき、遠ざかるときは約2.9 auまで離れる。軌道離心率は0.49で、黄道に対して5.5°傾いている。2020年8月の地球への接近により、2020 QGの公転周期は990日から964日へと変化した。
地球への接近による摂動の影響を受ける前の、2020年5月時点での地球軌道との最小交差距離（Earth MOID）は0.00027 au（40,000 km）であったが、地球最接近の数時間前の時点で0.0001 au（15,000 km）まで近づき、地球への接近による摂動で軌道が変化し、さらに最小交差距離は短くなった。